# Albertine
| Críticas profissionais | Críticas profissionais |
| Avaliações da crítica  | Avaliações da crítica  |
| Fonte                  | Avaliação              |
| ---------------------- | ---------------------- |
| allmusic               | [ 2 ]                  |
| Jesus Freak Hideout    | [ 1 ]                  |

Albertine é o segundo álbum de estúdio da cantora Brooke Fraser, lançado a 1 de dezembro de 2006 na Nova Zelândia e a 27 de maio de 2008 a nível internacional.

## Faixas
Todas as faixas por Brooke Fraser, exceto onde anotado.
1. "Shadowfeet" — 3:37
2. "Deciphering Me" — 4:17
3. "Love, Where Is Your Fire?" — 4:20
4. "Love Is Waiting" — 4:31
5. "Albertine" — 3:55
6. "C.S. Lewis Song" — 4:38
7. "Epilogue" — 1:13
8. "Faithful" — 4:18
9. "Seeds" (Dave Bassett, Fraser) — 3:56
10. "Hosea's Wife" — 4:06
11. "The Thief" (Fraser, Dan Wilson) — 3:21
12. "Hymn" — 3:14

## Desempenho nas paradas musicais
| Parada musical (2006)               | Posição |
| ----------------------------------- | ------- |
| Nova Zelândia - RIANZ               | 1       |
| Estados Unidos - Christian Albums   | 3       |
| Estados Unidos - Independent Albums | 9       |
| Estados Unidos - Billboard 200      | 90      |
| Estados Unidos - Digital Albums     | 90      |